# Euphyia combustaria
Euphyia combustaria là một loài bướm đêm trong họ Geometridae.